# Parachironomus bidentatus
Parachironomus bidentatus är en tvåvingeart som först beskrevs av Chernovskij 1949.  Parachironomus bidentatus ingår i släktet Parachironomus och familjen fjädermyggor. Inga underarter finns listade i Catalogue of Life.